# Schoepenmeter

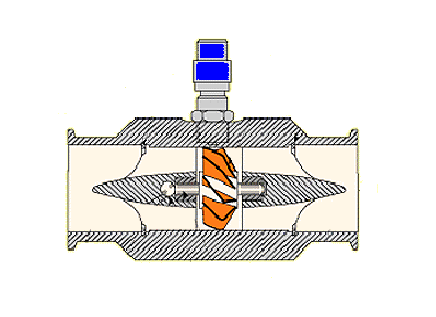
Een schoepenmeter

Een schoepenmeter of turbinemeter is een meetinstrument dat de hoeveelheid vloeistof of gas registreert die door een leiding wordt getransporteerd.
De meter bestaat uit een buis waarin centraal een schoepenrad is opgesteld, dat gaat draaien zodra er vloeistof of gas door de buis stroomt. Het schoepenrad is gekoppeld aan een telwerk dat kan worden uitgelezen.
Een schoepenmeter is geschikt voor het registreren van grote hoeveelheden. Voor kleinere hoeveelheden is een ander type meter beter geschikt.